# Chromatomyia regalensis
Chromatomyia regalensis är en tvåvingeart som först beskrevs av Steyskal 1972.  Chromatomyia regalensis ingår i släktet Chromatomyia och familjen minerarflugor. Inga underarter finns listade i Catalogue of Life.